# ژلوس
ژلوس (به اسپانیایی: Gelves) یک منطقهٔ مسکونی در اسپانیا است که در سبیا واقع شده‌است. ژلوس ۸ کیلومتر مربع مساحت دارد ۲۶ متر بالاتر از سطح دریا واقع شده‌است.